# Ngọc Diệp
Đinh Ngọc Diệp (sinh ngày 11 tháng 10 năm 1984), thường được biết đến với nghệ danh Ngọc Diệp, là một nữ diễn viên, người mẫu, người dẫn chương trình truyền hình, nhà sản xuất điện ảnh kiêm cựu nhà báo người Việt Nam. Bắt đầu sự nghiệp vào năm 2006, cô lần đầu tiên được biết đến với tư cách là tác giả của phóng sự sáu kỳ mang tên "Thế giới Người mẫu" khi còn là thực tập viên tại tòa soạn báo Tuổi Trẻ. Dù nêu lên những vấn đề gay gắt của giới người mẫu trong bài viết trên, cô sau đó đã xuất hiện với vai trò này kiêm người dẫn chương trình trong Thời trang và cuộc sống trên kênh HTV7. Cô đồng thời giành được danh hiệu "Hoa khôi Tây Đô" năm 2004 và Giải thưởng Người mẫu Việt Nam năm 2006 cho hạng mục "Người mẫu được yêu thích trong năm".
Sau những thành công trong sự nghiệp thời trang, cô đã nhận được vai chính trong hai bộ phim truyền hình gồm Anh chỉ có mình em (2006) và Hoa dã quỳ (2007). Đến năm 2008, cô tiếp tục thủ vai An trong Mưa thủy tinh và nhận được hầu hết những lời khen ngợi. Sau đó, cô đóng vai trong phim truyền hình Áo cưới Thiên Đường, được trình chiếu trên kênh HTV9. Năm 2009, cô chuyển sang tham gia vào lĩnh vực điện ảnh với bộ phim đoạt giải Khuyến khích Cánh Diều Vàng 2008 Chuyện tình xa xứ. Kể từ đó, cô đã tham gia nhiều vai diễn qua các bộ phim điện ảnh khác nhau.

## Tiểu sử
Đinh Ngọc Diệp sinh ra và lớn lên cùng ba là một giáo viên dạy các môn xã hội còn cô ruột làm biên tập viên của một tờ báo. Khi cô còn nhỏ, ba cô làm ăn thua lỗ, bà nội đã phải bán căn biệt thự tại đường Trần Quốc Thảo để chuyển về quận Gò Vấp. Mẹ cô sau đó cũng phải bán hết của cải để trả nợ cho ba cô. Trong khoảng thời gian đó, anh trai của Ngọc Diệp đã phải nghỉ học để đi làm kiếm tiền thêm cho gia đình. Tuy nhiên, mẹ cô bị mất trộm và vụ việc được đăng lên báo, dù vậy mà ba Ngọc Diệp đã đưa gia đình đến sống tại nhà bà nội, chính cô là người giảng hòa cho ba mẹ. Cô cho rằng hiện tại cả hai người đều có cuộc sống riêng nhưng vẫn quan tâm đến nhau và con cái.
Năm 16 tuổi, cô nằm trong Câu lạc bộ thời trang Hoa Học Đường và bắt đầu chụp ảnh, quay phim quảng cáo, xuất hiện trên các tạp chí dành cho thanh niên nhưng gác lại công việc này một thời gian dài vì cô cho rằng những tin đồn đã "hành hạ" sự nghiệp người mẫu của cô và cho rằng cô cần thời gian để ôn thi tốt nghiệp.
Năm 18 tuổi, cô đã kiếm sống bằng nhiều nghề nghiệp khác nhau và tốt nghiệp khoa báo chí tại Trường Đại học Khoa học Xã hội và Nhân văn, Đại học Quốc gia Thành phố Hồ Chí Minh, nhưng cô đã từ chối đi du học ở Nga dù được nhận học bổng. Sau đó, do máu văn thơ di truyền của ba mẹ cô "nhắc nhở", Ngọc Diệp quyết định thực tập tại tòa soạn báo Tuổi Trẻ. Trong vòng khoảng một tháng, cô cùng phóng viên Thi Ngân đã thực hiện phóng sự sáu kỳ "Thế giới Người mẫu" và nhận được khá nhiều tiếp nhận tốt từ độc giả cũng như đã giúp cô có cơ hội làm việc tại Tiếp thị & Gia đình và tạp chí Phong cách.

## Sự nghiệp

### 2004–2008: Thành công bước đầu
Từ năm 2004 đến 2005, cô giành được khá nhiều giải thưởng gồm: "Hoa khôi Tây Đô" năm 2004, "Hoa khôi Đại học Quốc gia Thành phố Hồ Chí Minh" năm 2005, "Miss Thái Tuấn" năm 2005 và Á khôi "Thời Trang Mùa Xuân Nhà Văn Hóa Thanh Niên". Cho đến năm 2006, cô đã trở thành một trong những người mẫu tham gia vào cuộc thi Giải thưởng Người mẫu Việt Nam với mã số 39. Nhưng sau đó, giải thưởng chính thuộc về tay người mẫu Thanh Hằng, còn hạng mục "Người mẫu được yêu thích trong năm" được trao cho Ngọc Diệp cùng những thí sinh còn lại của cuộc thi. Trong khoảng thời gian này, cô cũng đảm nhiệm vai trò dẫn chương trình cho "Thời trang và Cuộc sống" trên kênh HTV7.
Năm 2006, cô nhận được vai diễn truyền hình đầu tiên trong bộ phim Việt hóa kịch bản Thái Lan, Anh chỉ có mình em, thuộc hãng Lasta và được trình chiếu vào giờ vàng trên kênh HTV7. Ngọc Diệp trong phim thủ vai cô sinh viên Minh Tú, đóng cặp với diễn viên Võ Thành Tâm trong vai Y Đamri, một sinh viên đến từ Tây Nguyên. Bộ phim nhận được khá nhiều đánh giá tiêu cực từ phía các nhà phê bình nghệ thuật và khán giả. Hương Nhu của Người lao động cho rằng bộ phim "khai thác một công thức tình yêu tay ba cũ rích đã có nhan nhản trong các bộ phim tình cảm Hàn Quốc, Đài Loan... [và] là sự bất hợp lý trong cách xây dựng hình tượng cũng như tính cách của các nhân vật". Còn về phần diễn xuất của Ngọc Diệp, Hương Nhu cho rằng "giọng nói đơn đớt của người mẫu Ngọc Diệp làm người xem muốn toát mồ hôi hột mỗi khi Tú cất giọng, đã vậy nhân vật này luôn có kiểu ăn nói đanh đá, bỗ bã". Vinh Nguyễn của báo Thanh Niên cho rằng "các trí thức trẻ (sinh viên) trong phim đã không chinh phục được những trí thức trẻ ngoài đời" và nhận xét thêm "Tú có một nhan sắc ưa nhìn cùng với Y Đamri thành một cặp thanh mai trúc mã nhưng nếu nghe hai người thoại thì thực sự rất... ngại". Khi được hỏi về những ý kiến "chê" về diễn xuất của Ngọc Diệp, cô đã cho rằng bản thân cô cũng "không hài lòng về khả năng diễn xuất của mình" và cô luôn "nhiệt tình lắng nghe, tiếp thu, suy ngẫm và tìm cách sửa chữa".
Năm 2007, cô tiếp tục sự nghiệp truyền hình của mình với bộ phim thứ hai, Hoa Dã Quỳ, lấy kịch bản từ Hàn Quốc và được đạo diễn bởi Võ Tấn Bình, người từng thực hiện bộ phim thành công Hương Phù Sa. Phim được trình chiếu trên kênh HTV9 và được sản xuất bởi hãng phim M&T Pictures. Trong phim, cô thủ vai Ánh Dương, một sinh viên đại học không biết cha mình là ai nhưng vẫn được mẹ yêu thương hết mực. Hoa Dã Quỳ tiếp tục nhận được những ý kiến tiêu cực ngay từ tập đầu tiên của bộ phim. Sau khi nhận xét về bộ phim trước của cô, Anh chỉ có mình em, Hương Nhu đã tiếp tục chỉ trích việc nội dung phim "bắt chước vụng về, xa rời thực tế và vô lý đến khó tin". Ngược lại, phóng viên Bình Minh của VietNamNet cho rằng phim có "dàn diễn viên đẹp" và khen ngợi việc "chăm chút" phần nhạc phim của nhạc sĩ Quốc Bảo, giúp cho người xem "hòa điệu cảm xúc cùng tâm trạng nhân vật".
Năm 2008, cô tham gia bộ phim Mưa Thủy Tinh với vai Quỳnh An đóng cặp với diễn viên Thanh Trúc trong vai Quỳnh Như, chị ruột của cô trong phim. Đây chính là phim truyền hình thứ hai thuộc hãng M&T Pictures mà Ngọc Diệp tham gia và được đạo diễn bởi Lê Bảo Trung. Dù vậy, bộ phim đã nhận được nhiều ý kiến tích cực từ phía khán giả nhưng phóng viên Hoàng Nguyễn của Mực Tím Online lại cho rằng:
Mưa thủy tinh đang dọn một "đĩa cơm chiên Dương Châu" với một chút này một chút kia, có trẻ có già, có tươi vui nhưng cũng có nước mắt, có một tình yêu đẹp nhưng cũng có sự trả giá trong đó... "Thập cẩm" chính là tiêu chí làm phim truyền hình cho khán giả số đông lúc này, ai cũng tìm thấy được điều mình muốn ở trong đó. Song vấn đề quan trọng nhất là các nhà làm phim đã chế biến món ăn này ra sao để mọi thứ đều có thể hài hòa và tôn vinh hương vị đặc trưng của từng loại nguyên liệu. Và để kiểm chứng điều này thì còn phải chờ xem...

Nhưng trong bài đánh giá này, phần diễn xuất của Ngọc Diệp được khen ngợi khi Khương Ninh cho rằng "khả năng diễn xuất của cô đang tốt lên từng phim kể từ Anh chỉ có mình em". Sau khi thực hiện bộ phim này, cô cũng trở thành người dẫn chương trình cho chương trình truyền hình thực tế Siêu Mẫu Mỹ trình chiếu trên kênh HTV2.

### 2009–2010: Dấn thân vào diễn xuất

Áp phích của bộ phim Chuyện tình xa xứ.

Năm 2009, cô tham gia vào bộ phim điện ảnh đầu tay của mình mang tên Chuyện tình xa xứ, được đạo diễn bởi Victor Vũ và do hãng Thần Đồng phối hợp với Infocus Media Group sản xuất. Bộ phim nhận được khá nhiều đánh giá tích cực và được Hoài Nam của báo Tuổi Trẻ nhận xét rằng "vai Jennifer Nguyễn - một cô gái Việt lớn lên ở Mỹ, nói tiếng Anh giỏi hơn tiếng Việt - đã được diễn viên Ngọc Diệp lột tả khá tốt. Tuy nhiên, nếu Ngọc Diệp gia giảm sự "cương" trong diễn xuất ở những đoạn cuối phim thì nhân vật của cô sẽ tròn trịa hơn". Bộ phim sau đó đã được phát hành tại Mỹ với tên Passport to Love (tạm dịch: Hộ chiếu đến tình yêu) vào ngày 9 tháng 11 năm 2010 bởi hãng Variance Films và thu được 47.000 USD (khoảng 900 triệu VND) tại sáu rạp phim trong ba ngày phát hành và đứng thứ 51 trên bảng xếp hạng doanh thu của các phòng vé Bắc Mỹ. Ngoài ra tại Việt Nam, phim còn nhận được giải Cánh Diều Vàng 2008 cho hạng mục "Giải do khán giả bình chọn", trở thành một trong những bộ phim được trình chiếu tại Liên hoan phim Việt Nam lần thứ 16 và là một trong những bộ phim được xét chọn để tranh đề cử cho hạng mục Phim ngoại ngữ hay nhất tại Giải Oscar lần thứ 82.
Cũng trong năm này, Ngọc Diệp tham gia bộ phim truyền hình hài kịch tình huống mang tên Áo cưới Thiên Đường, được đạo diễn bởi Nguyễn Duy Võ Ngọc, người đã từng thực hiện bộ phim đoạt giải Cánh Diều Vàng Kiều nữ và Đại gia, được trình chiếu trên kênh HTV9 và sản xuất bởi hãng phim Thiên Ngân hợp tác cùng Công ty Cổ phần Truyền thông Thanh Niên và Bách Việt Phương Nam. Dù vậy, sự trở lại màn ảnh nhỏ của cô không gây nhiều ấn tượng và nhận được những ý kiến khen chê khác nhau từ phía khán giả. T.N của Zing cho rằng cô "ngày càng chững chạc hơn qua các vai diễn nặng ký" và cho rằng bộ phim sẽ là "hứa hẹn hấp dẫn". Còn phóng viên Hàn Đông của Người lao động cho rằng "sự hài hước có duyên [trong phim] thì thật hiếm hoi, còn lại chỉ là những cuộc đối đáp dài dòng, vô nghĩa" và nói thêm "sự trở lại của diễn viên Ngọc Diệp trong phim tạo được một không khí sôi động, đón đợi của khán giả trên diễn đàn điện ảnh [...] Vào vai Thư - chủ tiệm áo cưới Thiên Đường - Ngọc Diệp đã diễn xuất khá vững vàng, tỉnh táo và bản lĩnh trong cách xử trí mọi tình huống. Sự xuất hiện của Thư thường làm sáng màn ảnh bởi gương mặt khả ái và tạo hình đẹp của nhân vật. Thế nhưng, Thư gần như xuất hiện chỉ để tạo sự cân bằng cho chất hài hước quá độ của các nhân vật khác".

### 2011–2012: Bứt phá trong sự nghiệp
Ngày Tết Dương lịch, đêm chung kết của cuộc thi Mr. Việt Nam năm 2010 đã được diễn ra và được cô đảm nhiệm vai trò dẫn chương trình cùng nghệ sĩ Thanh Bạch. Trong suốt quá trình của cuộc thi, Ngọc Diệp thường xuyên lúng túng, dẫn sai lời và bị khán giả phản đối dữ dội. Chính vì điều này đã khiến cô tạm hoãn công việc này một thời gian.
Tết Nguyên Đán năm 2011, cô tham gia thực hiện ba bộ phim điện ảnh mới. Đầu tiên, cô tham gia Bóng ma học đường, chủ yếu nói về nạn bạo lực học đường tại Việt Nam, được đạo diễn bởi Lê Bảo Trung và phát hành dưới dạng 3D. Bộ phim được cho rằng "có quá nhiều cảnh nóng và bạo lực", điển hình là cảnh Ngọc Diệp bị lột áo đánh hội đồng, rộ lên một làn sóng trong giới truyền thông. Về phần kỹ xảo, phim được Tùng Duy của Hoa Học Trò Online gọi là "bộ phim 3D đầu tiên của Việt Nam có kỹ xảo của Tây Du Ký thập niên 1980". Nhưng bộ phim đã nhận được sự thu hút cao cùng doanh thu 22 tỷ đồng sau 12 ngày công chiếu. Sau đó, cô cũng tham gia bộ phim Cô dâu đại chiến, tiếp tục được đạo diễn bởi Victor Vũ và được sản xuất bởi năm hãng phim gồm Vietnam Studio, Saiga Films phối hợp cùng Galaxy Studio, Saigon Media, HKFilm. Trong tuần đầu tiên, Cô dâu đại chiến đã thu về 23 tỷ đồng và tổng cộng đạt được 37,6 tỷ đồng tại các rạp chiếu bóng, trở thành bộ phim có kỷ lục về doanh thu tại Việt Nam. Bộ phim sau đó đã được khen ngợi bởi nhiều nhân vật nổi tiếng gồm hai đạo diễn Charlie Nguyễn và Lê Hoàng cùng Tổng giám đốc của rạp Lotte Cinema, Park Sung-hoon. Trong phim, cô thủ vai một nữ họa sĩ tên Linh, đóng cặp lần thứ tư với diễn viên Huy Khánh sau Hoa Dã Quỳ, Chuyện tình xa xứ và Áo cưới Thiên Đường. Bộ phim này sau đó đã được phát hành tại Mỹ vào ngày 6 tháng 5 năm 2011 với tên Battle of the Brides (tạm dịch: Cuộc chiến của những Cô dâu). Cuối cùng, cô đã kết thúc mùa phim Tết với bộ phim có kinh phí 600 ngàn USD (khoảng 12,5 tỷ đồng) Lệnh xóa sổ, khi cô thủ vai một cô gái mù bán vé số. Trước đó, đoàn làm phim có ý định cho cô hóa thân vào vai một cô gái giỏi võ, nhưng cô đã đề nghị đạo diễn cho vào tuyến nhân vật phụ, nhằm giúp cô "có khả năng tỏa sáng". Dù vậy, bộ phim lại nhận được nhiều ý kiến khen chê khác nhau. Thoại Hà của VnExpress cho rằng bộ phim có "hàng loạt tình tiết được tung ra trong phim rồi bỏ lửng lơ hoặc khắc họa một cách chóng vánh khiến người xem thấy chưa thỏa đáng [...] Các nhân vật vào pha hành động, đánh đấm thì rất "máu", nhưng đi đứng và sinh hoạt nói năng trong mọi tình huống thì chậm, cứng nhắc... Thêm vào đó, lời thoại sáo mòn, đôi chỗ ngây ngô làm khán giả phì cười (ngoài ý muốn) khi đi xem một phim không phải phim hài". Châu Minh của trang 24h cho rằng "các pha đấu võ quyết liệt cùng những màn rượt đuổi ngoạn mục bằng mô tô trên đường phố đã tạo cảm giác choáng ngợp và "đã" mắt cho khán giả, điều mà rất ít phim hành động Việt Nam làm được" nhưng lại chỉ trích việc "non tay về kịch bản và tạo hình nhân vật".
Tháng 7 năm 2011, cô tham gia vào bộ phim kinh dị thứ hai trong sự nghiệp điện ảnh của mình là Giữa hai thế giới, trong phim cô đóng cặp với diễn viên Dustin Nguyễn và người mẫu ảnh Tâm Tít. Bộ phim được quay trong ba tuần và là tác phẩm đầu tay của đạo diễn Vũ Thái Hòa. "Kịch bản thiếu logic, diễn xuất của các diễn viên chưa thuyết phục, nhiều lỗi về xử lý hậu kỳ" là những ý kiến trái chiều chung từ phía khán giả. Dù vậy, bộ phim đã thu được 6,5 tỷ đồng tại Việt Nam và được khen ngợi về dàn diễn viên cũng như việc "tạo được sức hút tới khán giả Việt bằng nhiều yếu tố". Ngọc Diệp vào vai một cô nữ sinh trường nhạc bị trầm cảm, và những điều kỳ lạ đã xảy ra khi cô nhận lời về làm vợ của một tay chủ thầu xây dựng do Dustin Nguyễn thủ vai có dấu hiệu tâm lý bất thường.
Trong một buổi phỏng vấn với 2Sao vào năm 2011, Ngọc Diệp đã chia sẻ rằng cô đang là biên tập viên kiêm nhà tạo mẫu cho tạp chí Thời Trang Trẻ, và hiện cô đang theo học văn bằng 2 ngành Quan hệ quốc tế.
Vào tháng 12 năm 2013, cô đã tốt nghiệp văn bằng 2 ngành Quan hệ quốc tế và hiện đang theo học ngành thạc sĩ báo chí - truyền thông của trường Stirling University.

### 2013–nay: Sự nghiệp thăng tiến
Vào tháng 8 năm 2013, Ngọc Diệp trở lại với công việc biên tập. Cô cho ra đời đứa con tinh thần mới nhất mang tên Cocktail, Giày và Khói. Đây là một bộ sách ảnh với sự góp sức của 33 nhân vật nổi tiếng với mục đích từ thiện. 33 câu chuyện đằng sau ánh đèn sân khấu của 33 nhân vật là lời tâm sự của các nghệ sĩ đến từ nhiều lĩnh vực nghệ thuật khác nhau như diễn viên, ca sĩ, người mẫu, đạo diễn... Những câu chuyện cô đọng và súc tích được chính các nhân vật thực hiện qua bàn tay biên tập của Ngọc Diệp sẽ cho người đọc cảm nhận được cái tôi chân thật nhất của những người nghệ sĩ tham gia dự án này.
Tháng 10 năm 2013, cô tham gia vai khách mời trong phim Tèo em của đạo diễn Charlie Nguyễn, cô vào vai người bán vé xe đò.

## Đời tư
Bên cạnh sự nghiệp của mình, Ngọc Diệp còn có tin đồn tình cảm với cầu thủ Như Thành khi cô thường xuyên đến những trận bóng mà anh tham gia. Cô sau đó đã xuất hiện trên rất nhiều trang tin tức và đã đính chính về thông tin này. Cô cho rằng "cô chưa từng nhận là bạn gái hay là vợ của cầu thủ" và thường xuyên phát biểu Như Thành và cô "chỉ là bạn". Dù vậy, năm 2011, đã có tin đồn cho rằng Như Thành và cô đã chia tay một cách kín đáo. Trang Pháp luật và Xã hội cho rằng: "Nếu đây là sự thật thì quả là đáng tiếc cho cặp đôi được mệnh danh là cặp đôi đẹp nhất của bóng đá Việt Nam".
Tháng 3 năm 2016, Ngọc Diệp kết hôn với Victor Vũ và đã hạ sinh hai đứa con.

## Phim và chương trình đã tham gia

### Phim đã tham gia
| Năm phát hành | Tựa phim                      | Kênh/Định dạng | Vai diễn               | Đóng cặp                                                  | Ghi chú                       |
| ------------- | ----------------------------- | -------------- | ---------------------- | --------------------------------------------------------- | ----------------------------- |
| 2006          | Anh chỉ có mình em            | HTV7           | Minh Tú                | Võ Thành Tâm                                              |                               |
| 2007          | Hoa Dã Quỳ                    | HTV9           | Ánh Dương              | Huy Khánh & Ngọc Quyên                                    |                               |
| 2008          | Mưa thủy tinh                 | HTV9           | Quỳnh An               | Lý Hùng & Thanh Trúc                                      |                               |
| 2009          | Áo cưới thiên đường           | HTV9           | Thư                    | Huy Khánh                                                 |                               |
| 2009          | Chuyện tình xa xứ             | phim chiếu rạp | Jennifer Nguyễn        | Huy Khánh                                                 |                               |
| 2011          | Bóng ma học đường             | phim chiếu rạp | Thanh Mai              | Hoài Linh, Elly Trần, Trương Quỳnh Anh, Tim               |                               |
| 2011          | Cô dâu đại chiến              | phim chiếu rạp | Khánh Linh             | Huy Khánh, Ngân Khánh, Lê Khánh, Vân Trang, Phi Thanh Vân |                               |
| 2011          | Giữa hai thế giới             | phim chiếu rạp | Cô sinh viên nhạc viện | Dustin Nguyễn                                             |                               |
| 2011          | Lệnh xóa sổ                   | phim chiếu rạp | Dung                   |                                                           |                               |
| 2011          | Thiên sứ lông bông            | HTV2           | Lệ Lý                  | Nhật Trung                                                |                               |
| 2012          | Cưới ngay kẻo lỡ              | phim chiếu rạp | Khánh Linh             | Johnny Trí Nguyễn                                         |                               |
| 2012          | Wreck-It Ralph                | phim chiếu rạp | Vanellope              | Hoàng Mập                                                 | Lồng tiếng Việt               |
| 2012          | Nàng men chàng bóng           | phim chiếu rạp | Út Chót                | Ngô Kiến Huy                                              |                               |
| 2013          | Lửa Phật                      | phim chiếu rạp | Vân                    |                                                           |                               |
| 2013          | Tèo em                        | phim chiếu rạp | Cô bán vé xe đò        |                                                           |                               |
| 2014          | Scandal: Hào quang trở lại    | phim chiếu rạp | Hoàng Hậu              |                                                           |                               |
| 2014          | Thám tử miệt vườn             | VTV9           | Diễm                   |                                                           |                               |
| 2015          | Bảo mẫu siêu quậy             | phim chiếu rạp | Bạch Kim / Kim JoJo    | Hiếu Hiền                                                 | Đóng vai hai chị em song sinh |
| 2016          | Lộc phát                      | phim chiếu rạp | Mai                    | Bình Minh                                                 |                               |
| 2016          | Fan cuồng                     | phim chiếu rạp | Bác sĩ                 |                                                           |                               |
| 2018          | Người bất tử                  | phim chiếu rạp | An                     | Quách Ngọc Ngoan                                          |                               |
| 2020          | Bản năng yêu                  | HTV2           | Ngọc Như               | Bình Minh & Hà Trí Quang                                  |                               |
| 2023          | Người vợ cuối cùng            | phim chiếu rạp | Mợ Hai Mẫn             | Kim Oanh, Kaity Nguyễn, Thuận Nguyễn                      |                               |
| 2025          | Thám tử Kiên: Kỳ án không đầu | phim chiếu rạp | Mợ Hai Mẫn             | Quốc Huy                                                  |                               |

### Chương trình đã tham gia
| Năm         | Tựa chương trình                        | Vai trò               | Ghi chú                                               |
| ----------- | --------------------------------------- | --------------------- | ----------------------------------------------------- |
| 2006 - 2007 | Thời trang và cuộc sống - HTV7          | Dẫn chương trình      | Chương trình thời trang                               |
| 2011        | Mr. Việt Nam 2010                       | Dẫn chương trình      | Cuộc thi sắc đẹp dành cho nam                         |
| 2011 - 2014 | Chuyện của sao - VTV9                   | Dẫn chương trình      | Chương trình nghe các diễn viên tâm sự                |
| 2013        | Vân Sơn 49 in New York: Một thời để yêu | Dẫn chương trình      | Chương trình ca nhạc, hài kịch                        |
| 2015        | Người bí ẩn - HTV7                      | Khách mời (đội khách) |                                                       |
| 2015        | Bước nhảy ngàn cân - VTV3               | Dẫn chương trình      | Gameshow cho những người bị quá cân và thích nhảy múa |